# Liste der Kulturdenkmäler in Damflos
In der Liste der Kulturdenkmäler in Damflos sind alle Kulturdenkmäler der rheinland-pfälzischen Ortsgemeinde Damflos aufgeführt. Grundlage ist die Denkmalliste des Landes Rheinland-Pfalz (Stand: 8. Februar 2023).

## Einzeldenkmäler
| Bezeichnung                                         | Lage             | Baujahr | Beschreibung                                               | Bild |
| --------------------------------------------------- | ---------------- | ------- | ---------------------------------------------------------- | ---- |
| Katholische Vikariatskirche St. Johannes der Täufer | Hauptstraße Lage | 1858    | schlichter Saalbau, 1858, Architekt Johann Baptist Bingler | BW   |